# Metailurus
Metailurus — рід шаблезубих кішок, який належить до триби Metailurini, що поширювався в Північній Америці, Євразії та Африці від міоцену до середнього плейстоцену. Цей рід формально описав О. Зданський у 1924 році. Metailurus minor переведено в рід Yoshi.

## Опис
Ікла Метайлуруса довші, ніж у димчастої пантери, але значно коротші, ніж справжні шаблеві зуби. Частковий скелет, знайдений на турольській ділянці Керасія 1, складається з щелепної кістки, передніх і задніх кісткових елементів кінцівок, а також деяких кісток грудини та деяких хребців. Це найповніший відомий вид. Наявність подовжених задніх кінцівок свідчить про те, що у нього були розвинені навички стрибків.